# Кижа (Иркутская область)
Кижа — деревня в Усть-Удинском районе Иркутской области России. Входит в состав Юголокского муниципального образования. Находится примерно в 22 км к востоку от районного центра.

## Население
По данным Всероссийской переписи, в 2010 году в деревне проживали 372 человека (193 мужчины и 179 женщин).